# Centre linguistique d'État
En Lettonie, le Centre linguistique d’État (en letton : Valsts valodas centrs) est l’entité chargée de la standardisation de la langue lettone.